# Les Trois Tambours
Pour plus de détails, voir Fiche technique et Distribution.
Les Trois Tambours (ou Vive la Nation) est un film français réalisé par Maurice de Canonge et sorti en 1939. d'après un roman d'Henry Dupuis-Mazuel

## Synopsis
Trois enfants conquis par la fougue révolutionnaire de leur professeur, l'abbé Pessonneau, se sauvent de chez eux pour s'enrôler dans l'armée révolutionnaire, et meurent à la Bataille de Valmy.

## Fiche technique
- Titre original : Les Trois Tambours
- Titre alternatif : Vive la Nation
- Réalisation : Maurice de Canonge, assisté de Robert Hennion
- Scénario : René Jeanne et Pierre Mariel[1]
- Dialogues : Henry Dupuis-Mazuel[2] d'après son roman
- Photographie : Marcel Lucien, Raymond Clunie, Pierre Lebon
- Musique : Henri Verdun
- Décors : Claude Bouxin
- Société de production : LCJ Editions & Productions
- Pays de production :  France
- Format : Noir et blanc — 35 mm — 1,37:1 — Son : Mono
- Genre : Film dramatique
- Durée : 85 minutes
- Date de sortie : 
  - France : 22 décembre 1939 (Paris)
- Affiche : Bernard Lancy (France)

## Distribution
- Jean Yonnel : l'abbé Pessonneau
- Madeleine Soria : la mère d' Armand
- Raymond Aimos : l'engagé volontaire
- Jacques Grétillat : le représentant du peuple
- Pierre Magnier : le marquis de Baynes
- Daniel Mendaille : Kellermann
- André Carnège : le commandant Durand-Fargue
- René Navarre : le président du tribunal
- Pierre Labry : le boulanger Laporte
- Michel Marsay : François Ducoureau
- Jean Bara : un tambour